# Alkylarylether

Struktur von Anisol

Alkylarylether sind eine Gruppe organisch-chemischer Verbindungen. Es handelt sich bei ihnen um Ether, die an ihrer Sauerstoffbrücke einerseits einen Alkylrest und andererseits einen Arylrest tragen. Zu ihren Vertretern gehören beispielsweise die Pflanzeninhaltsstoffe Anisol, Anethol und Asaron sowie Phenetol. Anisol gehört zur Untergruppe der Alkylphenylether.

## Darstellung und Gewinnung
Alkylarylether können beispielsweise durch die Williamson-Ethersynthese hergestellt werden. Hierzu wird das Natriumsalz der Arylverbindung (zum Beispiel Natriumphenolat) mit Alkylhalogeniden, vorzugsweise Iodiden, zur Reaktion gebracht:
Im großtechnischen Maßstab können anstelle der Alkylhalogenide auch Dialkylsulfate (beispielsweise Diethylsulfat zur Einführung von Ethylresten) eingesetzt werden: